# Lappie Knijn
Lappie Knijn is de hoofdpersoon in een serie stripverhalen die geschreven en getekend zijn door Lex Overeijnder. Lappie beleeft samen met zijn beste vriend Jonas de Marskramer allerlei avonturen.

## Overzicht verhalen
De verhalen (in totaal 571 afleveringen plus diverse aankondigingen) zijn oorspronkelijk verschenen in Trouw (krant) en later herdrukt in o.a. (?) de Nieuwe Leidsche Courant (van 3 mei 1968 - 17 maart 1970, onder de naam Lappie Loep). Het eerste verhaal is bovendien verschenen in de Texelsche Courant in 1961. De dateringen hieronder zijn die uit Trouw.
1. Lappie Knijn en het verdwenen standbeeld (71 afl.). Aankondiging op 17 juli 1956; verhaal van 17 juli t/m 8 oktober 1956.
2. Lappie Knijn en de pruikebollen (75 afl.). Aankondiging op 9 oktober 1956; verhaal van 9 oktober 1956 t/m 7 januari 1957.
3. Lappie Knijn en de oude toren (74 afl.). Aankondiging op 8 januari 1957; verhaal van 8 januari t/m 3 april 1957.
4. Lappie Knijn en de appelenberg (89 afl.). Verhaal van 4 april 1957 t/m 22 juli 1957. In de Wibra-uitgave (zie hieronder) is de titel gewijzigd in De Appelenramp.
5. Lappie Knijn en de molboor 83 afl.). Aankondiging op 23 juli 1957; verhaal van 23 juli t/m 26 oktober 1957.
6. Lappie Knijn en het geheim van de degenstok (68 afl.). Verhaal van 28 oktober 1957 t/m 17 januari 1958.
7. Lappie Knijn in kokosnoten (111 afl.). Verhaal van 18 januari t/m 2 juni 1958.

Het tweede verhaal is ook als geïllustreerd verhaal verschenen in vier miniboekjes. Hier heet de hoofdfiguur Lappie Konijn. Volgens LastDodo zijn deze boekjes al in 1955 verschenen, dus vóór de krantenpublicatie.

## Boekuitgaven
Er zijn twee reeksen van boekuitgaven gepubliceerd:
1. Winkelketen Wibra heeft in 1975/1976 alle verhalen uitgebracht in tien albums. De tekenaar heeft voor deze uitgave verschillende extra tekeningen gemaakt; de teksten zijn echter flink ingekort ten opzichte van de originele uitgave.
2. Uitgeverij Kippenvel heeft in 2016/2017 opnieuw een uitgave van alle verhalen op de markt gebracht, dit keer op chronologische volgorde in vier albums. De teksten zijn grotendeels dezelfde als in de Wibra-uitgave; de extra platen zijn slechts deels opgenomen.